# Minna (stad)
Minna är en stad i centrala Nigeria, belägen 150 kilometer nordväst om Abuja. Den är administrativ huvudort för delstaten Niger och har uppskattningsvis 304 113 invånare (år 2007).
Minna är ett administrations- och handelscentrum med viss småindustri. Bomull, durra och ingefära är de främsta jordbruksprodukterna i området. Andra näringar är boskapshandel, bryggning, sheanötsförädling och guldbrytning. Bland traditionella näringar finns läderarbete, metallslöjd och vävning. Sedan 1983 finns en teknisk högskola. Staden är ansluten till närliggande städer, såsom Abuja, med väg. Järnväg förbinder den även med Kano i norr och Ibadan och Lagos i söder. Staden har även flygplats.
Arkeologiska fynd som dateras till mellan 47 000 och 37 000 års ålder har hittats i området. Genom handelsvägar över Sahara har Minna stått under muslimskt kulturellt inflytande, varför staden hyser många moskéer.